# Davenport Center
Davenport Center – jednostka osadnicza w Stanach Zjednoczonych, w stanie Nowy Jork, w hrabstwie Delaware.